# Какенсторф
Какенсторф (на немски: Kakenstorf) е комуна в окръг Харбург в Долна Саксония, Германия, с 1352 жители (2015).